# Naissance en 1033
Naissance
- 1029
- 1030
- 1031
- 1032
- 1033
- 1034
- 1035
- 1036
- 1037

Cette page dresse une liste de personnalités nées au cours de l'année 1033 :
- Avril : Urraque de Zamora, infante léonaise.

- Cheng Yi, philosophe chinois.
- Fujiwara no Tadaie, également appelé Mikohidari Tadaie, est un politique, courtisan, poète et calligraphe japonais.
- Judith de Flandres (en), comtesse de Northumbrie, puis duchesse de Bavière.

Naissances vers 1033
- Anselme de Cantorbéry, moine bénédictin (saint) (né en 1033 ou 1034)

## Crédit d'auteurs
- Cet article est partiellement ou en totalité issu de l'article intitulé « 1033 » (voir la liste des auteurs).